# Патрісіо Яньєс
Патрісіо Яньєс (ісп. Patricio Yáñez, нар. 20 січня 1961, Кільпуе) — чилійський футболіст, що грав на позиції нападника за низку чилійських та іспанських команд, а також національну збірну Чилі.
Володар Кубка Лібертадорес. 

## Клубна кар'єра
У дорослому футболі дебютував 1977 року виступами за команду клубу «Сан-Луїс де Кільйота», в якій провів п'ять з половиною сезонів. 
Влітку 1982 року перебрався до Іспанії, уклавши контракт з клубом «Реал Вальядолід». Після чотирьох років у цій команді сезон 1986/87 провів в оренді в іншому клубі Ла-Ліги «Реал Сарагоса», після чого ще два роки грав за «Реал Бетіс».
1990 року повернувся на батьківщину, де протягом сезону захищав кольори «Універсідад де Чилі», а завершував виступи в «Коло-Коло», за який відіграв останні 4 сезони своєї професійної ігрової кар'єри. 1991 року допоміг команді здобути Кубок Лібертадорес.

## Виступи за збірну
1979 року дебютував в офіційних матчах у складі національної збірної Чилі.
У складі збірної був учасником трьох розіграшів Кубка Америки: 1979 року, коли чилійці здобули «срібло»; 1989 року в Бразилії та домашнього розіграшу 1991 року, на якому команда здобула бронзові нагороди.
Також був основним нападником чилійської команди на чемпіонаті світу 1982 року в Іспанії, де взяв участь в уісх трьох іграх групового етапу, який його команда не подолала.
Загалом протягом кар'єри у національній команді, яка тривала 16 років, провів у формі головної команди країни 44 матчі, забивши 5 голів.

### Скандальна участь у «Мараканасо»
Був учасником гри Бразилія — Чилі 3 вересня 1989 року в рамках відбору на ЧС-1990, яка завершилася великим скандалом і стала відомою як «Мараканасо». По ходу другого тайму матчу, який чилійці на той час програвали 0:1, їх воротар Роберто Рохас, як згодом було доведено, симулював отримання травми від кинутої з трибун «Маракани», на якій проходив матч, петарди. Після надання медичної допомоги воротареві і суперечки з арбітром зустрічі чилійці видмовилися продовжити гру з міркувань власної безпеки і залишили поле. Пізніше їм було зараховано технічну поразку 0:2, збірну відсторонили від участі у наступному відбірковому циклі на чемпіонат світу 1994, а низка її гравців і персоналу отримали дискваліфікації від декількох років до довічного.
Поки лікарі збірної надавали допомогу Рохасу в об'єктив камери телевізійної трансляції потрапив Патрісіо Яньєс, який саме демонстрував непристойний жест у бік трибун з бразильськими вболівальниками. Тримаючи обома руками свої геніталії, гравець вигнувся уперед, імітуючи статевий акт. Серед уболівальників збірної Чилі цей жест отримав прізвисько Каченя Яньєса (ісп. Pato Yáñez).

## Титули і досягнення
- Володар Кубка іспанської ліги (1):

«Реал Вальядолід»: 1984
- Володар Кубка Лібертадорес (1):

«Коло-Коло»: 1991
- Переможець Рекопи Південної Америки (1):

«Коло-Коло»: 1992
- Володар Міжамериканського кубка (1):

«Коло-Коло»: 1992
Збірні
- Срібний призер Кубка Америки: 1979
- Бронзовий призер Кубка Америки: 1991